# Bummelstudenten
Bummelstudenten ist ein deutsches Stummfilmlustspiel aus dem Jahre 1916 von Rudolf Biebrach mit Oscar Sabo und Carl Beckersachs in den Titelrollen.

## Handlung
Kurt Matsch und Hermann Pfannenschmied sind zwei unzertrennliche Freunde und Bummelstudenten, wie sie im Buche stehen. Sie lieben das Leben und haben keine Eile, ihre Studien abzuschließen. Eines Tages wird ihr Lebensstil auf eine arge Probe gestellt, als Hermanns Onkel stirbt. Der war steinreich und vererbt seinem Neffen 1,2 Millionen Mark – allerdings unter einer Bedingung. Hermann muss nachweisen, dass er, der ewige Student, es schafft, 5000 Mark mit eigener Hände Arbeit zu erwirtschaften. Als wahrer Freund hilft Kurt Hermann so gut er kann. Beide stürzen sich fortan regelrecht in die Arbeit und jobben sukzessive als Restaurateur, Musiklehrer, Kellner und auf dem Rennplatz. Nichts von alledem bringt ihnen jedoch die benötigten 5000 Mark ein. Es war alles vergebens, und fortan gehen Kurt und Hermann jeder ihrer Wege.
Jahre sind vergangen, und als sich Matsch und Pfannenschmied wiederbegegnen, ist dann doch noch etwas aus ihnen geworden. Kurt ist zum Direktor einer Brauerei aufgestiegen, und Hermann, der ihn besuchen kommt, ist in selbiger Position an die Spitze einer Automobilfabrik gelangt. Jetzt endlich kann die Testamentseröffnung und die Verteilung des Geldes stattfinden … da stellt sich heraus, dass überraschenderweise Hermanns Braut Agnes die wahre Erbin ist.

## Produktionsnotizen
Bummelstudenten entstand im Messter-Film-Atelier in Berlins Blücherstraße 32 und maß (bei der Neuzensurierung 1922) 1055 Meter Länge, verteilt auf drei Akte. Der Film wurde im Juli 1916 der Zensur vorgelegt und für die Jugend freigegeben. Die Uraufführung erfolgte wenig später. In Österreich-Ungarn konnte man Bummelstudenten ab dem 5. Januar 1917 sehen.

## Kritik
Paimann’s Filmlisten resümierte: „Stoff und Humoristik gut, Spiel und Photos sehr gut.“